# Vicolo Cannery
Vicolo Cannery (titolo originale Cannery Row) è un romanzo dello scrittore statunitense John Steinbeck pubblicato nel 1945. In italiano è stato pubblicato nel 1946 da Bompiani, nella traduzione di Aldo Camerino.
Dal libro è stato tratto un film omonimo nel 1982 per la regia di David S. Ward, con Nick Nolte e Debra Winger, considerato dai critici letterari troppo libero rispetto al romanzo.

## Edizioni italiane
- John Steinbeck, Vicolo Cannery, traduzione di Aldo Camerino, collana I delfini n.47, Bompiani, 1946,  p. 224, ISBN 978-88-452-4529-9.
- Id., Vicolo Cannery, Collana Oscar n.474, Mondadori, Milano, 1973-1977
- Id., Vicolo Cannery, traduzione di Aldo Camerino, a cura di Luigi Sampietro, Collana I Grandi Tascabili, Bompiani, Milano, 2012, pp. 252, ISBN 88-452-7109-9